# Eland antilopa
Eland antilopa (lat. Taurotragus oryx) - vrsta antilope iz roda Taurotragus.
Živi u savanama i ravnicama u istočnoj i južnoj Africi. Peter Simon Pallas prvi put je opisao vrstu 1766. godine.
Odrasli mužjak prosječno je visok oko 1,6 metara u ramenima, a ženke su oko 20 cm niže. Mužjaci prosječno teže 500-600 kilograma, a ženke 340-445 kilograma. To je druga najveća antilopa u svijetu, poslije vrste Taurotragus derbianus.
Uglavnom su biljojedi, hrane se prvenstveno travom i lišćem. Grupiraju se u stada do 500 životinja, ali nisu vezani za teritorij. Preferiraju staništa poput savana, šuma te otvorenih i gorskih travnjaka. Izbjegavaju guste šume. Glasaju se slično lajanju. Komuniciraju i govorom tijela. Korisna je ljudima, zbog hranjivog mlijeka i upotrebljive kože pa se negdje i uzgaja.
Brojnost se smanjuje, ali još uvijek nije ugrožena.